# Willard Boyle
Willard Sterling Boyle (Amherst, Nova Escòcia, 19 d'agost de 1924 - Wallace, Nova Escòcia, 7 de maig de 2011) va ser un físic coinventor del CCD, un sensor usat en les càmeres fotogràfiques digitals. Per aquest mateix invent, li va ser atorgat el Premi Nobel de Física el 2009, al costat de George E. Smith i Charles Kao.